# ナビル・バハ
ナビル・バハ（アラビア語: نبيل باها, 英語: Nabil Baha, 1981年8月12日 - ）は、フランス・ルミルモン出身のサッカー選手。FUSラバト所属。モロッコ代表である。ポジションはフォワード。両親はモロッコ・フェズ近郊のDouar Guerzine出身である。

## 経歴

### クラブ
2000年にモンペリエHSCからデビューし、2001年にポルトガル・リーガ・デ・オンラ（2部）のナヴァルへ、2004年にプリメイラ・リーガ（1部）のSCブラガに移籍した。2005年にスペイン・セグンダ・ディビシオン（2部）のラシン・フェロルに移籍し、リーグ戦で8得点を決めたが、シーズン終了後にセグンダ・ディビシオンB（3部）に降格が決定した。フランス下部リーグのUSクレテイユ＝リュシタノに在籍した後、2007年1月にはスペインに戻り、セグンダ・ディビシオンのSDポンフェラディーナでシーズン終了までに9得点したが、再びセグンダ・ディビシオンBへの降格を経験した。
2007年夏、セグンダ・ディビシオンのマラガCFに移籍した。レギュラーのサルバ・バジェスタがたびたび負傷で試合を欠場したため、バハに出場機会が訪れ、チーム2位の10得点を記録して2シーズンぶりのプリメーラ・ディビシオン（1部）昇格に貢献した。2008年はじめ、移籍金200万ユーロでFCステアウア・ブカレストに移籍する可能性があったが、ゆくゆくはスペインのトップリーグでプレーする希望があったため、ルーマニアへの移籍を拒否した。彼の契約には300万ユーロ以上の移籍金を提示された場合のみ移籍を検討するという条項が設けられている。
2008年10月5日、アウェーでのレクレアティーボ・ウェルバ戦でプリメーラ・ディビシオンでの初得点を決めた。11月には、最終的に3-4で敗れはしたが、サンティアゴ・ベルナベウでレアル・マドリード相手にゴールを決めた。2008-09シーズン前半戦だけで8得点（クラブトップ）を決め、後半戦も含めるとアポーニョと並ぶ9得点を決めた。2009-10シーズンは5得点に終わったが、アトレティコ・マドリード戦で先制点、ヘタフェCF戦で決勝点、CAオサスナ戦で同点弾を決めるなど、勝負強さが光った。2010年3月21日のビジャレアルCF戦では後半途中からの出場ながら2得点を決めた。
2011年8月18日、セグンダ・ディビシオンのCEサバデルと2年契約を結んだ。

### 代表
2003年、モロッコ代表に初選出された。2004年にはアフリカネイションズカップ2004に出場し、決勝でホスト国のチュニジアに敗れたが準優勝した。バハは4-0で勝利した準決勝のマリ戦で1得点した。
2007年10月後半、コパ・デル・レイのラシン・サンタンデール戦で肩を脱臼し、翌年1月から2月にかけてガーナで開催されたアフリカネイションズカップ2008の出場メンバーから外れた。

## タイトル
- モロッコ代表

アフリカネイションズカップ2004:準優勝